# Mont-Saint-Sulpice
Mont-Saint-Sulpice – miejscowość i gmina we Francji, w regionie Burgundia-Franche-Comté, w departamencie Yonne. Nazwa miejscowości pochodzi od imienia św. Sulpicjusza.
Według danych na rok 1990 gminę zamieszkiwało 768 osób, a gęstość zaludnienia wynosiła 39 osób/km² (wśród 2044 gmin Burgundii Mont-Saint-Sulpice plasuje się na 309. miejscu pod względem liczby ludności, natomiast pod względem powierzchni na miejscu 452.).